# نزاع سياشن
يعتبر نزاع سياشن، الذي يشار إليه أحيانًا باسم حرب سياشن، نزاعًا عسكريًا بين الهند وباكستان حول منطقة نهر سياشن الجليدي المتنازع عليها في كشمير. دخل وقف إطلاق النار حيّز التطبيق عام 2003. تبلغ مساحة المنطقة المتنازع عليها نحو 1000 ميل مربع (2600 كيلومتر مربع). بدأ الصراع في عام 1984، عندما استولت الهند على نهر سياشن الجليدي كجزء من عملية ميجدوت. سيطرت الهند على نهر سياشن الجليدي الذي يبلغ طوله  70 كيلومترًا (43 ميلًا) والأنهار الجليدية الرافدة له، بالإضافة إلى جميع الممرات والمرتفعات الرئيسية في سالتورو ريدج إلى الغرب من النهر الجليدي، بما في ذلك سيا لا، وبيلافوند لا، وجيونج لا. تسيطر باكستان على الوديان الجليدية غرب سلسلة جبال سالتورو. وفقًا لمجلة تايم فقد سيطرت الهند على أكثر من 2500 كيلومتر مربع من الأراضي بسبب عملياتها العسكرية في سياشن.

## خريطة الأمم المتحدة لسياشن
نهر سياشن الجليدي هو أعلى ساحة معركة على وجه الأرض، حيث تنازعت الهند وباكستان بشكل متقطع منذ 13 أبريل 1984 . يحافظ البلدان على وجود عسكري دائم في المنطقة على ارتفاع يزيد عن 6000 متر ( 20.000قدم). لقي أكثر من 2000 شخص مصرعهم في هذه الأرض الوعرة، ويعود ذلك في الغالب إلى الأحوال المناخية القاسية والمخاطر الطبيعية للحرب الجبلية.
جذور الصراع في سياشن هي المنطقة غير المرّسمة بشكل كامل على الخريطة وتقع خارج إحداثيات الخريطة، المعروفة كما يلي
(NJ9842 (35.008371°N 77.008805°E لم تذكر اتفاقية كراتشي لعام 1949 واتفاقية سيملا لعام 1972 بوضوح من كان يسيطر على النهر الجليدي، بل نصّت فقط على خط وقف إطلاق النار، الذي ينتهى عند NJ9842. افترض مسؤولو الأمم المتحدة أنه لن يكون هناك نزاع بين الهند وباكستان حول هذه المنطقة الباردة والقاحلة.

### Oropolitics
وُقّعَت في عام 1949 اتفاقية وقف إطلاق النار، وصادقت عليها كل من الهند وباكستان ومجموعة المراقبين العسكريين التابعة للأمم المتحدة، التي رسّمت الحدود بالكامل. في 1956-1958 نشر فريق علمي بقيادة هيئة المسح الجيولوجي للهند النتائج التي توصل إليها علنًا بما في ذلك معلومات حول نهر سياشن والأنهار الجليدية الأخرى.
بعد أن تنازلت باكستان عن وادي شاكسجام البالغ مساحته 5,180 كم مربع (2000 ميل مربع) للصين في اتفاقية حدودية عام 1963، بدأت باكستان في منح الموافقة للبعثات الغربية إلى الشرق من جبل ك2 .  في عام 1957 سمحت باكستان لبعثة بريطانية بقيادة إريك شيبتون بالاقتراب من نهر سياشن الجليدي عبر بيلافوند لا، واسترجاع سالتورو كانغري. بعد خمس سنوات، وضعت بعثة يابانية باكستانية متسلقين يابانيين تابعين للجيش وآخر باكستاني على قمة سالتورو كانغري. كانت هذه خطوات مبكرة في لعبة الأوروبولتيكس.
في السبعينيات وأوائل الثمانينيات، تقدّمت العديد من حملات تسلق الجبال إلى باكستان بغرض السماح لها في تسلق قمم عالية في منطقة سياشن ويعود ذلك جزئيًا إلى وكالة خرائط الدفاع الأمريكية ومعظم الخرائط والأطالس الأخرى التي تظهرها على الجانب الباكستاني من الخط. منحت باكستان عددًا من التصاريح. وهذا عزز بدوره مطالب باكستان بالمنطقة، إذ وصلت هذه الحملات إلى النهر الجليدي بتصريح حصلت عليه من حكومة باكستان. تسلّقت فرق تابعة لبعثة يابانية بقيادة كاتاياما سلسلة جبال تيرام كانغراي1 (7.465 م 24.461 قدم) وتيرام كانغاري2 (7.406م 24.298 قدم) بموافقة الحكومة الباكستانية عبر بيلافوند لا.
في عام 1978 دخلت بعثة سياشن كوندوس الألمانية بقيادة ياروسلاف بونكار (أعضاء البعثة هم فولكر ستالبوم وفولفجانج كول وضابط الاتّصال الرائد أسد رضا) سياشن عبر بيلافوند لا، وأنشؤوا المعسكر الأساسي عند التقاء سياشن مع تيرام شيهر. عُرَض الفيلم الوثائقي «رحلة إلى أطول نهر جليدي» على القناة الثالثة من الفي دي آر (التلفزيون الألماني) في عام .1979
قبل عام  1984لم يكن للهند أو باكستان أي وجود دائم في المنطقة. نظّم العقيد ناريندار كومار حملة استكشافية للجيش إلى منطقة سياشن، بعد أن أصبح على علم بالخرائط العسكرية الأمريكية والتصاريح التي تمنحها باكستان كردّ فعل مضاد. في عام 1978 تسلّقت هذه البعثة تيرام كانغري الثاني، واُعتبرَت أول صعود كرد فعل انتقامي «أوروبوليتيكي» نموذجي. بشكل غير معتاد بالنسبة للجيش الهندي السري عادةً، نُشرَت أخبار وصور هذه البعثة في مجلة «ذا إلأستريتد ويكلي أوف إينديا»، وهي مجلة شعبية منتشرة على نطاق واسع.
كان أول اعتراف علني بالمناورات وتطور حالة صراع في سياشن على شكل مقالة مختصرة بعنوان «السياسة العليا في كاراكورام» بقلم جويديب سيركار في صحيفة التلغراف في كالكوتا عام. 1982  نُسَخ النص نفسه في مقال لمجلة «ألباين» في لندن تحت عنوان «أوروبوليتكس» عام 1984.

### خرائط تاريخية لمنطقة نهر سياشن الجليدي
صوّرت الخرائط في باكستان والأمم المتحدة ومختلف الأطالس العالمية خط وقف إطلاق النار، الذي ينتهي عند NJ9842 حتى منتصف الستينيات. بدأت وكالة رسم خرائط الدفاع الأمريكية (الآن الوكالة الوطنية للاستخبارات الجغرافية الوطنية) في عام 1967 تقريبًا بإظهار الحدود على مخططاتها الإرشادية التكتيكية بدءًا من NJ9842 في الشرق إلى الشمال الشرقي إلى ممر كاراكورام عند 5534 متر (18.136قدمًا) على الحدود الصينية. نُسَخ هذا الخط على الخرائط الأمريكية والباكستانية وغيرها في السبعينيات والثمانينيات، ما اعتبرته الهند خطأً في رسم الخريطة.

## البعثات العسكرية
في عام 1977، أقنع عقيد هندي يدعى ناريندرا كومار، رؤساءه بالسماح له بقيادة فريق مكوّن من  70 رجلًا من المتسلقين بالذهاب إلى منطقة النهر الجليدي. ردًا على السماح للبعثات دولية بالمرور إلى المنطقة من الجانب الباكستاني من النهر، ما اعتبره مُسيئًا. عاد الفريق  حوالي عام 1981، بعد أن تسلّقوا عدة قمم وساروا على طول نهر سياشن.